# King Creosote
Kenny Anderson (né en janvier 1967), surtout connu par son nom de scène King Creosote, est auteur-compositeur-interprète indépendant de Fife, en Écosse. À ce jour, Anderson a publié plus d'une quarantaine d'albums, dont le dernier est I DES, sorti en 2023. Anderson est également membre du groupe écossais-canadien The Burns Unit. En 2011, l'album collaboratif avec Jon Hopkins, Diamond Mine, a été nommé pour le Mercury Prize et l'album écossais de l'Année.

## Carrière musicale
Après avoir participé aux groupes écossais Skuobhie Dubh Orchestra et Khartoum Heroes, en 1995, Kenny Anderson a lancé le label Fence et a commencé à enregistrer des albums sous le nom de King Creosote.
King Creosote est l'un des premiers artistes à contribuer à la conception de t-shirts pour l'organisation humanitaire Yellow Bird Project, en 2006. Le t-shirt d'Anderson se caractérise par un accordéon, sur lequel est écrit nom "FENCE", en référence à son label collaboratif DIY.
Anderson a fondé Fence Records aux côtés de Johnny Lynch, mais s'est désengagé de la gestion du label en 2010.
Au cours des dernières années, Anderson a fait équipe avec Domino Records qui ont co-publié certains de ses albums. Il a également passé un peu de temps sur une filiale de Warner, 679, qui lui a donné le soutien d'une major pour la première fois. Sa frustration grandissante avec l'industrie de la musique et de la façon dont les enregistrements numériques sont de plus en plus des produits jetables a conduit à la publication de ses œuvres dans de petites productions, en vinyle, la plupart du temps uniquement disponible lors des concerts.
À cette fin, KC Rules OK est réédité en 2006 avec différentes versions de certaines chansons, et une version de l'album qui s'appelle Chorlton and the Wh'earlies enregistré avec The Earlies est disponible avec certains achats. Bombshell est sorti avec un disque supplémentaire, et un DVD de King Creosote et des amis en tournée.
Dans le film de 2007 Hallam Foe deux de ses chansons, The Someone Else et King Bubbles in Sand, ont été présentés.
À la fin de 2009, Anderson sort un nouvel album studio Flick the Vs, et conçu un album de performance unique intitulé My Nth Bit of Strange in Umpteen Years. Anderson contribue également à Cold Seeds album collaboratif avec Frances Donnelly des Animal Magic Tricks, et Neil Pennycook et Pete Harvey de Meursault ; qui est publié sur le label indépendant basé à Édimbourg Song, By Toad Records. Anderson, Donnelly et Pennycook ont écrit toutes les chansons du projet, que les quatre artistes ont enregistré ensemble ; chaque chanteur prenant le rôle de leader vocal sur une chanson écrite par un autre. L'album est distribué en version limitée au Fence Records Homegame Festival a Anstruther, Fife, en mars 2010, avant qu'une autre version soit annoncée pour le mois de juin 2010.
En 2011, Anderson a assisté à la SxSW Music Festival et a donné plusieurs concerts, dont deux avec son compatriote écossais Kid Canaveral comme accompagnement. La même année, Anderson a publié Diamond Mine, un album collaboratif avec le compositeur electronica Jon Hopkins, acclamée par la critique. L'album a été nommé pour le Mercury Prize, dont Anderson dit « Ça sent comme le début de quelque chose. Et de se sentir si près de la ligne, après la sortie d'une quarantaine d'albums, oh mon Dieu ! Cela signifie, je peux encore le faire, ce n'est pas fini ». Le duo a par la suite publié un EP, Honest Worlds.
En 2013, Anderson sort That Might Well Be It, Darling, un ré-enregistrement complet avec un groupe de son vinyle en édition limitée de l'album That Might Be It, Darling.
En 2014, Anderson crée la bande-son pour un film sur l'Écosse pour les Jeux du Commonwealth de 2014. From Scotland With Love est un film poétique explorant l'histoire du pays, réalisé entièrement à partir d'images d'archive sans commentaire ni narration. Interviewé par The Guardian à propos du processus créatif, Anderson a expliqué qu'il a fallu faire un gros effort pour s'éloigner du "film typique tartan, Highland Games". Il est diffusé en juin sur la BBC Scotland.

## Vie personnelle
Ses frères sont aussi musiciens : Ian Anderson (connu sous le nom Pip Dylan) et Gordon Anderson (Lone Pigeon) - qui est chanteur et compositeur principal avec The Aliens. Les trois collaborent lors de concerts et sur des albums.
Anderson vit à Fife. Il a deux filles, Beth, né en 1999, et Louie-Wren, né en 2013, avec Jen Gordon (alias HMS Ginafore),,.

## Discographie

### Versions sur CD-R
- Queen Of Brush County (Fence FNC 01, 1998)
- Rain Weekend (Fence FNC 02, 1998)
- Inner Crail To Outer Space (Fence FNC 03, 1998)
- Or Is It? (Fence FNC 04, 1998)
- Gink Scootere (Fence FNC 05, 1998)
- 1999: An Endless Round Of Balls (Parties And Social Events)(Fence FNC 06, 1999)
- Wednesday (Fence FNC 07, 1999)
- Jacques De Fence (Fence FNC FDJ, 1999)
- I am 9 (Fence FNC 09, 1999)
- Planet Eggz (Fence FNC 10, 1999)
- Or Was It? (Fence FNC 11, 2000)
- 12 O'Clock on the Dot (Fence FNC 12, 2000)
- Stinks (Fence FNC 13, 2000)
- G (Fence FNC 14, 2001)
- Radge Weekend Starts Here (Fence FNC 15, 2001)
- LKing Creosote Says "Buy The Bazouki Hair Oil" (Fence FNC 16, 2001)
- Disclaimer (Fence FNC 17, 2001)
- Set Squeezebox (Fence FNC 18 à 22, 2002) - coffert 5 albums contenant :
Fair Dubhs
Favorire Girl
Whelk Of Arse
More Afraid Of lastic
LosingIt ont the Gyles (édition limitée)
- Now (Nearly 36) (Fence PF A01, 2003)
- Psalm Clerk (Fence FNC 23, 2003)
- Ideal Rumpus Room Guide (Fence PF B03, 2003)
- Sea Glass (Fence FNC 24, 2004)
- Red on Green (Fence FNC 26, 2004) (Publié en tant que "Kwaing Creasite")
- Three Nuns (Fence PF B10, 2004)
- Kompanion Çet +1 (Fence PF C06, 2004)
- Balloons (Fence PF D01, 2005)

### Albums sortis en CD, LP et/ou numérique
- Kenny and Beth Musakal Boat Rides (Fence FNC K&B, également Domino Recording Co, 2003)
- Rocket D. I. Y. (Fence FNC 27, également Domino Recording Co, 2005)
- Loose Tea on his Wynd (Fence FNC 28, 2004) [13]
- Vintage Quays (Fence FNC 29, 2004)
- KC Rules OK (Names/679, 2005)
- Bombshell (Names/679, 2007)
- Dumps Vol.1 (2007) (Édition limitée pour les acheteurs de la version la plus récente du set Squeezebox[citation nécessaire] en 2007)
- They Flock Like Vulcans to See Old Jupiter Eyes on His Home Craters(FNC 34, 2008)
- Flick the Vs (Domino/Fence, 2009)
- That Might Be It, Darling (Fence, 2010) (vinyle limité à la presse)
- Diamond Mine (Domino, 2011) (Avec Jon Hopkins)
- Thrawn (2011)
- That Might Well Be It, Darling (Domino, 2013) (Ré-enregistrement de That Might Be It, Darling)
- Sure & Steadfast (Boer Records BOER 002, 2013) (Album sorti avec l'appui du club de bateaux du Scottish Fisheries Museum de Anstruther[14])
- From Scotland with Love (Domino, 2014)
- 3 On This Island (Fence FNC 36LP, 2014)
- Loose Tea on his Wynd (Fence FNC 28, édition vinyle 2015 du CD de 2004)
- Småvulgär (Fence FNC 37, 2015)
- King Creosote & The Queens of Brush County (Fence FNC QNB, 2016)
- Astronaut Meets Appleman (Domino, 2016)[15]
- I DES (Domino Records, 2023)

### EPs
- Honest Words (Domino, 2011) (Avec Jon Hopkins)
- Diamond Mine (Jubille EP) (Vinyle) (2012) (Avec Jon Hopkins)
- I Learned from the Gaels (Vinyle) (2012)
- To Deal With Things (Vinyle) (2012)
- It Turned Out for the Best (Vinyle) (2012)
- Analogue Catalogue (Vinyle, Boer Records, 2013)

### Singles
- 2002 : So Forlorn (7", sorti sur vinyle uniquement, BEBOP 35)
- 2003 : Lavender Moon (Split vinyle 7" avec Love Your Present par Pip Dylan, FU 029)
- 2005 : Favourite Girl (10", en vinyle uniquement, IAMNAMES 10)
- 2008 : They Flock Like Vulcans (7", Fence Records [FNC-SECRET7-003])
- 2001 : Homerun and a Vow (Split 7" avec Nowhere Near Half Done par Kid Canaveral, Fence Records [FNC-SECRET7-011])

### Autres œuvres
- My Nth Bit of Strange in Umpteen Years (2009/2010) (album de performances)

## Autres enregistrements
- 2005 : Il enregistre une reprise de Grace de Jeff Buckley' pour l'album hommage Dream Brother: The Songs of Tim and Jeff Buckley
- 2006 : Il enregistre une chanson originale sur la plaie de grenouilles biblique appelé Relate the Tale pour un projet de la Artangel /4AD appelé Plague Songs ; Il remixe Nothing's Going to Change Your Mind de Badly Drawn Boy pour une sortie du single (38e place sur les charts britanniques) ; Il enregistre une version de la chanson Nothing compares 2 U, écrite à l'origine par Prince.
- 2007: Il enregistre une chanson originale, Where and When, avec des paroles écrites par la romancière écossaise Laura Hird. C'est pour Ballads of the Book, un album de collaborations entre musiciens, romanciers et poètes écossais.
- 2008: Il enregistre une version de Choir de Malcolm Middleton qui apparait sur la face b de la version single 7" de Blue Plastic Bags. C'est en quelque sorte un échange, avec Middleton reprenant Red Margerita sur son album de 2008, Sleight of Heart[16].
- 2010: Il contribue à l'album collaboratif Cold Seeds avec Frances Donnelly des Animal Magic Tricks, ainsi que Neil Pennycook et Pete Harvey de Meursault, qui est publié sur le label indépendant basé à Édimbourg Song, By Toad Records. Anderson, Donnelly et Pennycook ont écrit toutes les chansons du projet, que les quatre artistes ont enregistré ensemble ; chaque chanteur prenant le rôle de leader vocal sur une chanson écrite par un autre.
- 2011: Il collabore avec Jon Hopkins pour créer l'album Diamond Mine, sorti le 28 mars sur Domino Records. Les chansons ont été écrites plus tôt dans la carrière de King Creosote et ont été revisées pour ce projet.
- 2014: Il participe au morceau Immunity de l'EP Aslepp Versions de Jon Hopkins, une reprise du titre de l'album de 2013 de Hopkins.